# إدريس جيدان
ولد إدريس الشرايبي جيدان ،في الدار البيضاء سنة 1970، و هو كاتب وفيلسوف وكاتب مقالات مغربي .
كما أنه كاتب عمود في إذاعة لوكس و مسؤول عن الأسئلة الفلسفية والسياسية.

## سيرته
ولد في الدار البيضاء سنة 1970، أمه فرنسية وأبوه مغربي، درس إدريس الشرايبي جيدان الفلسفة والعلوم السياسية. و وجد في نفسه ميلًا قويًا للأدب وشغفًا بميشيل فوكو ، وفرانز كافكا ، وهيرمان بروخ ، كما جذبته الروحانيات، خصوصا الصوفية . فنشر مقالات اجتماعية ونصوصا تحليلية سياسية، كما قدم محاضرات وعقد ندوات حول فكر ميشيل فوكو. واهتم بتقديم مفاهيم ل ميشيل فوكو تتعلق بما أسماه إنتاج الذات، و بهذه الطريقة كان يردّ على الإسلاميين .

### برامج
شارك في تقديم برنامج للنقاش بعنوان  “صباحات الفخامة” على إذاعة لوكس راديو و ذلك أيام الاثنين والأربعاء و الخميس والجمعة إلى جانب مذيعين آخرين، و تميز بأسلوبه الشعري والتزامه. كما شارك في هذه الإذاعة من خلال تسجيلات نتاولت مواضيع متنوعة أخرى.

### الالتزامات
أسس إلى جانب مجموعة المثقفين والفنانين المغاربة الآخرين، جمعية المغاربة التعددين من أجل تعزيز تنوع الروافد الهوياتية والثقافية والإنسانية والحفاظ على غنى الهوية المتعددة للمغرب، واستثمارها و جعلها ميزة للمساهمة في دفع المغرب نحو الحداثة والتسامح.
وهو يشرف في دار النشر " مفترق الطرق » على سلسلة« مملكة الأفكار » التي تتمثل رسالتها في إعطاء الكلمة للكتّاب والصحفيين والفلاسفة... بهدف فتح النقاش حول القضايا المعاصرة.
كتب في الصفحة الأولى من مؤلفه : « في مملكة الأفكار» ، هناك مجال للتنوع - مقالات، محادثات، حوارات، مواجهات ، مونولوجات، مناجاة، يوميات، قصائد علمية، عقلانية موزونة ... » ، و كلام مفتوح هو كتاب من شخص غاضب . و يمكن للمرء أن يشعر منذ الصفحات الأولى لهذا الكتاب بالغضب، و هو غضب منظم يدعو إلى التغيير. حيث يثور المؤلف ضد القوة المطلقة التي يمتلكها المتحكمون في التمويل والذين يصفهم بـ 'الوحش'، ولو من خلال التصور الذي نمتلكه عنهم أوالطريقة التي نتحدث بها عنهم . و هو غضب مدفوع بنقص الاستنكار تحديدا أو بالتفاوتات الصارخة، وبالتراتبية اللغوية التي تعمق هذه التفاوتات أكثر... و يندد إدريس الشرايبي جيدان في هذا الكتاب غياب الاهتمام بالثقافة والأدب، بغض النظر عن الوسط الذي ينحدر منه المرء.".

## أعماله
- Le Jour venu, Seuil, 2006, 222 p. (ISBN 9782020859233)
- Parole ouverte, La croisée des chemins, 2013, 124 p. (ISBN 978-9954104385)
- Divan marocain, Le Fennec, 2014
- La Faute et le Festin, La Croisée des chemins, 2016, 126 p. (ISBN 9789954105658)
- Éclats d'enfances, Le Fennec, 2019, 140 p. (ISBN 978-9920-755-20-7)